# Omegle
Az omegle egy ingyenes csevegőoldal volt, ami regisztráció nélkül volt használható. A szolgáltatás véletlenszerűen kapcsolta össze a partnereket privát beszélgetésre. A használatához nem kellett telepíteni semmilyen kiegészítőt, ennek az egyszerűségnek is köszönhette népszerűségét. A beszélgetés anonim, a felhasználók „Te” illetve „Partner” néven csevegtek egymással.
Az omegle a világ legnépszerűbb véletlenszerű csevegőoldala volt.[forrás?] A beszélgetések akkor értek véget, hogy te vagy a partnered a Stop gombbal kiléptek. Ezután ugyanezzel a gombbal a játék újraindítható volt, és máris megkaptad a következő partnered. 2023. november 8.-án, a platform 14 év után megszűnt.